# Ровиначи (Болоња)
Ровиначи (итал. Rovinacci) је насеље у Италији у округу Болоња, региону Емилија-Ромања.
Према процени из 2011. у насељу је живело 9 становника. Насеље се налази на надморској висини од 478 м.